# Vizcondado de Couserans
El Vizcondado de Couserans es un título nobiliario español creado el 11 de diciembre de 1830 por el rey Fernando VII a favor de José de España de Couserans de Comminges y Rosiñol, II conde de España.
Era hijo de Carlos José Enrique de España de Couserans de Comminges y de Foix, I conde de España y de su mujer Dionísia Rosiñol de Delfa Comellas y Villalonga.
El título se creó para los primogénitos de la Casa, y con la denominación que hacía referencia al apellido familiar.

## Vizcondes de Couserans
|                           | Titular                                            | Periodo                   |
| Creación por Fernando VII | Creación por Fernando VII                          | Creación por Fernando VII |
| ------------------------- | -------------------------------------------------- | ------------------------- |
| I                         | José de España de Couserans de Comminges y Rosiñol | 1839-1847                 |
| II                        | Fernando de España y Truyols                       | 1847- ?                   |
| III                       | José de España y Dezcallar                         | ?- 1936                   |
| IV                        | Fernando de España y Morell                        | 1936-1974                 |
| V                         | José Juan de España y Pascual de Quinto            | 1974-1992                 |
| VI                        | Fernando de España y Caamaño                       | 1992-actual titular       |

## Historia de los vizcondes de Couserans
- José de España de Couserans de Comminges y Rosiñol (11808-1890), I vizconde de Couserans, II conde de España.

1. Casó con María Ignacia Truyols y Salas, hija de Fernando Truyols Villalonga, marqués de la Torre del Falgar. Le sucedió su hijo:

- Fernando de España y Truyols (n. en 1842), II vizconde de Couserans, III conde de España.

1. Casó con Josefa Dezcallar y Gual, su prima, hija de Guillermo Abrí-Dezcallar y Sureda, II marqués del Palmer. Le sucedió su hijo:

- José de España y Dezcallar (n. en 1882), III vizconde de Couserans, IV conde de España.

1. Casó con María Francisca de Asís Morell y Fortuny. Le sucedió su hijo:

- Fernando de España y Morell (n. en 1914), IV vizconde de Couserans, V conde de España, gentilhombre grande de España con ejercicio y servidumbre del Rey Alfonso XIII.

1. Casó con María del Pilar Pascual de Quinto y Montalvo. Le sucedió su hijo:

- José Juan de España y Pascual de Quinto, V vizconde de Couserans, VI conde de España.

1. Casó con Carla Caamaño y del Palacio. Le sucedió su hijo:

- Fernando de España y Caamaño (n. en 1992), VI vizconde de Couserans. Presunto heredero del título de conde de España.